# Добромирецький
Добромирецький (пол. Dobromirecki potok) — гірський потік в Україні, у Надвірнянському районі Івано-Франківської області у Галичині. Лівий доплив Бистриці Надвірнянської (басейн Дністра).

## Опис
Довжина потоку приблизно 4,51 км, найкоротша відстань між витоком і гирлом — 4,16 км, коефіцієнт звивистості потоку — 1,08. Формується багатьма гірськими безіменними струмками. Потік тече в Українських Карпатах.

## Розташування
Бере початок на південно-західних схилах гори Лисої (1423,5 м). Тече на південний схід і в селі Бистриця впадає у річку Бистрицю Надвірнянську, праву притоку Бистриці.